# Steinkisten von High Cocklaw
Die vier vermutlich bronzezeitlichen Steinkisten von High Cocklaw (englisch High Cocklaw Cists) lagen auf der namengebenden Farm nordwestlich von Berwick-upon-Tweed in Northumberland in England, nahe der Grenze zu Schottland. Sie sind abgetragen und vor allem durch ihre Funde überliefert.
Die Steinkisten wurden ausgepflügt. Zwei wurden bereits vor 1878 gefunden und bargen Bruchstücke einer Urne und Stücke verkohlter Knochen. Die dritte wurde 1878 gefunden. Zwei Mahlsteine, von denen sich einer im Berwick Museum befindet, und mehrere Äxte wurden gefunden. Die vierte Kiste wurde im Jahre 1900 gefunden und enthielt Perlen einer mehrreihigen Halskette (englisch necklace), davon zwei aus Feuerstein und mehrere aus Gagat.